# منطقه چیانژیانگ
منطقه چیانژیانگ (به چینی: 黔江区، به پین‌یین: Qiánjiāng Qū) یک منطقهٔ شهرداری تابع شهر چونگ‌چینگ، در جمهوری خلق چین است.

## خصوصیات
منطقه چیانژیانگ ۲٬۳۹۷ کیلومترمربع مساحت و ۴۸۷٬۲۸۱ نفر جمعیت دارد.
اکثریت جمعیت این منطقه را اقلیت‌های قومی تشکیل می‌دهند. ۵۵٪ جمعیت این منطقه را مردم توجیا، ۳۰٪ را مردم هان (قومیت چینی)، و ۱۵٪ را مردم میائو تشکیل می‌دهند.

## ولایت چیانژیانگ
در سال ۱۹۸۸ میلادی، پنج شهرستان خودمختار از ولایت فولینگ در استان سیچوان جدا شده، و با هم، ولایت چیانژیانگ (به چینی: 黔江地区، به پین‌یین: Qiánjiāng dìqū) را تشکیل دادند. این پنج شهرستان خودمختار شامل:
- شهرستان خودمختار چیانژیانگ توجیا و میائو، که امروزه «منطقه چیانژیانگ» می باشد.
- شهرستان خودمختار پنگشوئی میائو و توجیا
- شهرستان خودمختار شیژو توجیا
- شهرستان خودمختار شیوشان توجیا و میائو
- شهرستان خودمختار یوویانگ توجیا و میائو

در مارس ۱۹۹۷،‌ «ولایت چیانژیانگ» منحل شده،‌ پنج شهرستان خودمختار تابع آن از استان سیچوان جدا شده و شهر جدید التاسیس در سطح استان چونگ‌چینگ پیوست.
در ژوئن ۲۰۰۰، «شهرستان خودمختار چیانژیانگ توجیا و میائو» منحل شده، و به جای آن، «منطقه چیانژیانگ» تاسیس شد.

موقعیت ولایت چیانژیانگ در استان سیچوان پیش از سال ۱۹۹۷ میلادی
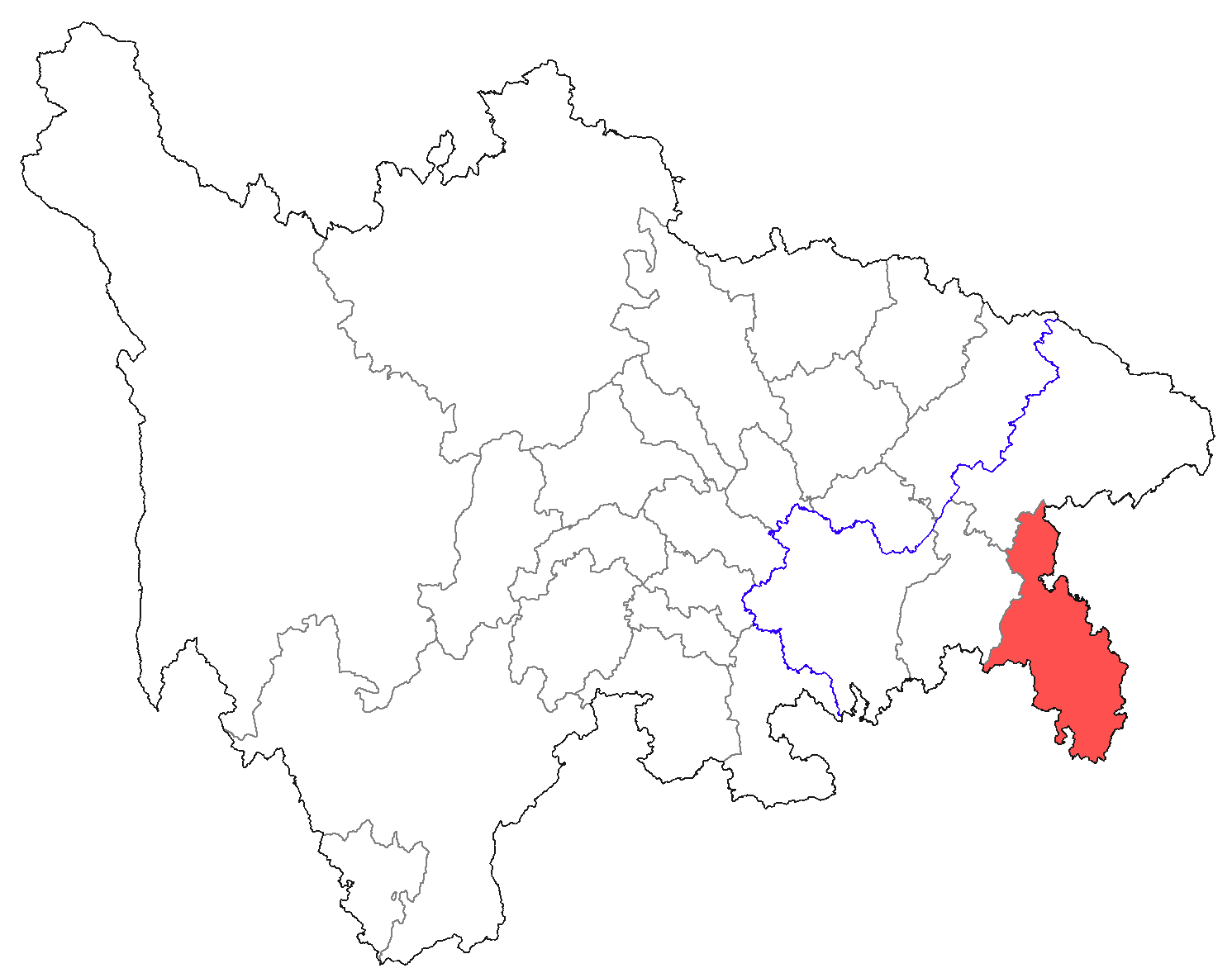